# Capito aurovirens
El torito coronado, barbudo coronirrojo o cabezón oliva (Capito aurovirens) es una especie de ave de la familia Capitonidae, que se encuentra en la Amazonia, en Brasil, Colombia, Ecuador y el Perú.

## Hábitat
Vive en las áreas inundables del bosque húmedo y bosques secundarios adyacentes, por debajo de los 500 m de altitud.

## Descripción
Mide 17,2 a 19 cm de longitud. Las partes superiores son de color oliváceo, con la corona color rojo escarlata, superciliar blanco y máscara negra en el macho; corona blancuzca y máscara grisácea en la hembra; barbilla blancuzca, garganta y pecho color naranja; vientre oliváceo. La base del pico en el macho es azul grisácea o amarilla.

## Alimentación
Se alimenta de frutas y pequeños artrópodos; acostumbra integrarse en bandas mixtos con otros especies de frugívoros que buscan alimento en el follaje del dosel y el subdosel. Puede capturar insectos en vuelo.

## Reproducción
Excava su nido en troncos secos de madera blanda y en el fondo coloca un colchón de aserrín, donde la hembra pone los huevos.